# Europarlamentari della Francia della I legislatura
Gli europarlamentari della Francia della I legislatura, eletti in occasione delle elezioni europee del 1979, furono i seguenti.

## Composizione storica
| Europarlamentare            | Lista                                   | Gruppo |
| --------------------------- | --------------------------------------- | ------ |
| Gustave Ansart              | Partito Comunista Francese              | COM    |
| Vincent F.M. Ansquer        | Raggruppamento per la Repubblica        | DPE    |
| Louis Baillot               | Partito Comunista Francese              | COM    |
| Pierre Baudis               | Unione per la Democrazia Francese       | LD     |
| Gisèle Bochenek-Forray      | Partito Socialista                      | SOC    |
| Hubert Jean Buchou          | Raggruppamento per la Repubblica        | DPE    |
| Henri-Guy Caillavet         | Unione per la Democrazia Francese       | LD     |
| Corentin Calvez             | Unione per la Democrazia Francese       | LD     |
| Robert Chambeiron           | Partito Comunista Francese              | COM    |
| Jacques Chirac              | Raggruppamento per la Repubblica        | DPE    |
| Nicole Chouraqui            | Raggruppamento per la Repubblica        | DPE    |
| Francisque Collomb          | Unione per la Democrazia Francese       | PPE    |
| Francis Combe               | Unione per la Democrazia Francese       | LD     |
| Édith Cresson               | Partito Socialista                      | SOC    |
| Félix Damette               | Partito Comunista Francese              | COM    |
| Michel Debatisse            | Unione per la Democrazia Francese       | PPE    |
| Michel J.-P. Debré          | Raggruppamento per la Repubblica        | DPE    |
| Charles Delatte             | Unione per la Democrazia Francese       | LD     |
| Gustave Deleau              | Raggruppamento per la Repubblica        | DPE    |
| Robert Delorozoy            | Unione per la Democrazia Francese       | LD     |
| Jacques L.J. Delors         | Partito Socialista                      | SOC    |
| Danielle De March-Ronco     | Partito Comunista Francese              | COM    |
| Jacques Denis               | Partito Comunista Francese              | COM    |
| Marie-Madeleine Dienesch    | Raggruppamento per la Repubblica        | DPE    |
| André F.E. Diligent         | Unione per la Democrazia Francese       | PPE    |
| Georges H. Donnez           | Unione per la Democrazia Francese       | LD     |
| Maurice S.R.C. Druon        | Raggruppamento per la Repubblica        | DPE    |
| Claude Estier               | Partito Socialista                      | SOC    |
| Edgar Faure                 | Unione per la Democrazia Francese       | LD     |
| Maurice Faure               | Partito Socialista (MRG)                | SOC    |
| Guy Fernandez               | Partito Comunista Francese              | COM    |
| Georges Louis Frischmann    | Partito Comunista Francese              | COM    |
| Yvette M. Fuillet           | Partito Socialista                      | SOC    |
| Yves A.R. Galland           | Unione per la Democrazia Francese       | LD     |
| Françoise Gaspard           | Partito Socialista                      | SOC    |
| Alain Y.M. Gillot           | Raggruppamento per la Repubblica        | DPE    |
| Maxime François Gremetz     | Partito Comunista Francese              | COM    |
| Jacqueline Hoffmann         | Partito Comunista Francese              | COM    |
| Gérard Jaquet               | Partito Socialista                      | SOC    |
| Charles Josselin            | Partito Socialista                      | SOC    |
| Claude L.L.P. Labbé         | Raggruppamento per la Repubblica        | DPE    |
| Jean A.F. Lecanuet          | Unione per la Democrazia Francese       | PPE    |
| Olivier Lefèvre d'Ormesson  | Unione per la Democrazia Francese (CNI) | PPE    |
| Charles-Emile Loo           | Partito Socialista                      | SOC    |
| Gilles Martinet             | Partito Socialista                      | SOC    |
| Emmanuel P.M. Maffre-Baugé  | Partito Comunista Francese              | COM    |
| Christian De La Malène      | Raggruppamento per la Repubblica        | DPE    |
| Georges Marchais            | Partito Comunista Francese              | COM    |
| Maurice Martin              | Partito Comunista Francese              | COM    |
| Simone M.M. Martin          | Unione per la Democrazia Francese       | LD     |
| Pierre Mauroy               | Partito Socialista                      | SOC    |
| Sylvie Mayer                | Partito Comunista Francese              | COM    |
| Pierre Messmer              | Raggruppamento per la Repubblica        | DPE    |
| Jacques P. Moreau           | Partito Socialista                      | SOC    |
| Louise Moreau               | Unione per la Democrazia Francese       | PPE    |
| Didier Motchane             | Partito Socialista                      | SOC    |
| Jean A. Oehler              | Partito Socialista                      | SOC    |
| Daniel Percheron            | Partito Socialista                      | SOC    |
| Pierre Pflimlin             | Unione per la Democrazia Francese       | PPE    |
| Jean-François A. Pintat     | Unione per la Democrazia Francese       | LD     |
| René-Emile Piquet           | Partito Comunista Francese              | COM    |
| Henriette Poirier           | Partito Comunista Francese              | COM    |
| Christian Poncelet          | Raggruppamento per la Repubblica        | DPE    |
| Michel C. Poniatowski       | Unione per la Democrazia Francese       | LD     |
| Pierre-Benjamin Pranchère   | Partito Comunista Francese              | COM    |
| Marie-Jane Pruvot           | Unione per la Democrazia Francese       | LD     |
| Eugène L. Remilly           | Raggruppamento per la Repubblica        | DPE    |
| André Rossi                 | Unione per la Democrazia Francese       | LD     |
| Yvette Roudy                | Partito Socialista                      | SOC    |
| Victor Sablé                | Unione per la Democrazia Francese       | LD     |
| Georges Sarre               | Partito Socialista                      | SOC    |
| Roger-Gérard Schwartzenberg | Partito Socialista (MRG)                | SOC    |
| Christiane Scrivener        | Unione per la Democrazia Francese       | LD     |
| Jean Seitlinger             | Unione per la Democrazia Francese       | PPE    |
| Maurice-René Simonnet       | Unione per la Democrazia Francese       | PPE    |
| Georges Sutra De Germa      | Partito Socialista                      | SOC    |
| Marie-Claude Vayssade       | Partito Socialista                      | SOC    |
| Simone Veil                 | Unione per la Democrazia Francese       | LD     |
| Paul Vergès                 | Partito Comunista Francese              | COM    |
| Louise Weiss                | Raggruppamento per la Repubblica        | DPE    |
| Francis Wurtz               | Partito Comunista Francese              | COM    |

## Modifiche intervenute

### Unione per la Democrazia Francese
- A seguito della rinuncia al seggio di Jean-François Deniau e di Pierre Méhaignerie, sono proclamati eletti Simone M.M. Martin e Olivier Lefèvre d'Ormesson (candidati nn. 27 e 28).
- A seguito della sottrazione di un seggio assegnato all'UDF a vantaggio del PS (25 seggi anziché 26), in data 24.10.1979 a Olivier Lefèvre d'Ormesson subentra Edgard Edouard Pisani; Lefèvre d'Ormesson mantiene tuttavia il seggio in qualità di subentrante di Michel Debatisse, dimissionario.
- In data 16.04.1982 a Francis Combe subentra Jean-Thomas Nordmann.

### Partito Socialista
- A seguito della rinuncia al seggio di François Mitterrand, è eletta Yvette Fuillet.
- A seguito della sottrazione di un seggio assegnato all'UDF a vantaggio del PS, in data 24.10.1979 è eletto Edgard Edouard Pisani.
- In data 07.03.1980 a Pierre Mauroy subentra Frédéric Jalton.
- In data 17.06.1981 a Edgard Edouard Pisani subentra Bernard Thareau (a seguito della rinuncia di Pierre Bérégovoy).
- In data 17.06.1981 a Maurice Faure subentra Henri Saby.
- In data 17.06.1981 a Yvette Roudy subentra Gérard R.P. Fuchs.
- In data 17.06.1981 a Édith Cresson subentra Roger Fajardie.
- In data 17.06.1981 a Jacques Delors subentra Raymond Forni.
- In data 16.07.1981 a Charles Josselin subentra Yvonne Théobald-Paoli.
- In data 01.09.1981 a Claude Estier subentra Nicolas Alfonsi.
- In data 01.09.1981 a Françoise Gaspard subentra Alain Bombard.
- In data 11.09.1981 a Raymond Forni subentra Marie-Jacqueline Desouches.
- In data 15.09.1981 a Frédéric Jalton subentra Louis Eyraud.
- In data 17.09.1981 a Georges Sarre subentra Nicole Péry.
- In data 01.11.1981 a Jean Oehler subentra Paule Duport.
- In data 23.11.1981 a Gilles Martinet subentra Pierre Lalumière.
- In data 25.03.1983 a Roger-Gérard Schwartzenberg subentra Pierre Bernard.
- In data 01.01.1984 a Daniel Percheron subentra Roland Marchesin.

### Raggruppamento per la Repubblica
- In data 16.05.1980 a Jacques Chirac subentra Gérard Israel.
- In data 26.06.1980 a Maurice Druon subentra André Fanton.
- In data 01.07.1980 a Pierre Messmer subentra Maurice CH.H. Doublet.
- In data 11.07.1980 a Claude Labbé subentra Jean-José Clement.
- In data 13.10.1980 a Michel Debré subentra Pierre-Bernard Cousté.
- In data 13.10.1980 a Marie-Madeleine Dienesch subentra André Turcat.
- In data 13.10.1980 a Alain Gillot subentra Marie-Madeleine Fourcade.
- In data 13.10.1980 a Hubert Buchou subentra Daniel J.E. Vié.
- In data 13.10.1980 a Christian Poncelet subentra Jean-Noël De Lipkowski.
- In data 17.10.1980 a Nicole Chouraqui subentra François-Marie Geronimi.
- In data 19.06.1981 a Maurice Doublet subentra Michel Junot.
- In data 18.09.1981 a Marie-Madeleine Fourcade subentra Xavier Deniau.
- In data 18.09.1981 a André Turcat subentra Jean A.E.E. Meo.
- In data 16.12.1981 a Jean de Lipkowski subentra René A.L. Paulhan.
- In data 16.02.1982 a Jean-José Clément subentra Jean Mouchel.
- In data 19.04.1982 a André Fanton subentra André Bord.
- In data 06.10.1982 a Jean Méo subentra Magdeleine Anglade (a seguito della rinuncia di Pierre Emmanuel).
- In data 13.01.1983 a Michel Junot subentra Roger Gauthier.
- In data 11.03.1983 a René Paulhan subentra Marie-Claire Scamaroni.
- In data 25.04.1983 a Xavier Deniau subentra Jacqueline Nebout (a seguito della rinuncia di Maurice Cornette)..
- In data 27.05.1983 a Louise Weiss subentra Hughes Tatilon.
- In data 25.07.1983 a Hughes Tatilon subentra Gabriel Kaspereit.
- In data 01.10.1983 a Jean Mouchel subentra Hector Rolland.
- In data 19.11.1983 a Magdeleine Anglade subentra Hector Rivierez (a seguito della rinuncia di Jean Falala).

### Partito Comunista Francese
- In data 28.09.1981 a Gustave Ansart subentra Dominique Bucchini (a seguito della rinuncia di Catherine Margat e di Camille Vallin).